# شبيه الخرطالية
شبيه الخرطالية (الاسم العلمي: Ariopsis)، جنس أسماك بحرية من فصيلة أسماك الجري البحرية، توجد على طول سواحل المحيط الهادئ والمحيط الأطلسي للأمريكتين. دمج بعض المراجع الجنس شبيه الخرطالية مع جنس Sciades.